# Hardenberg (Overijssel)

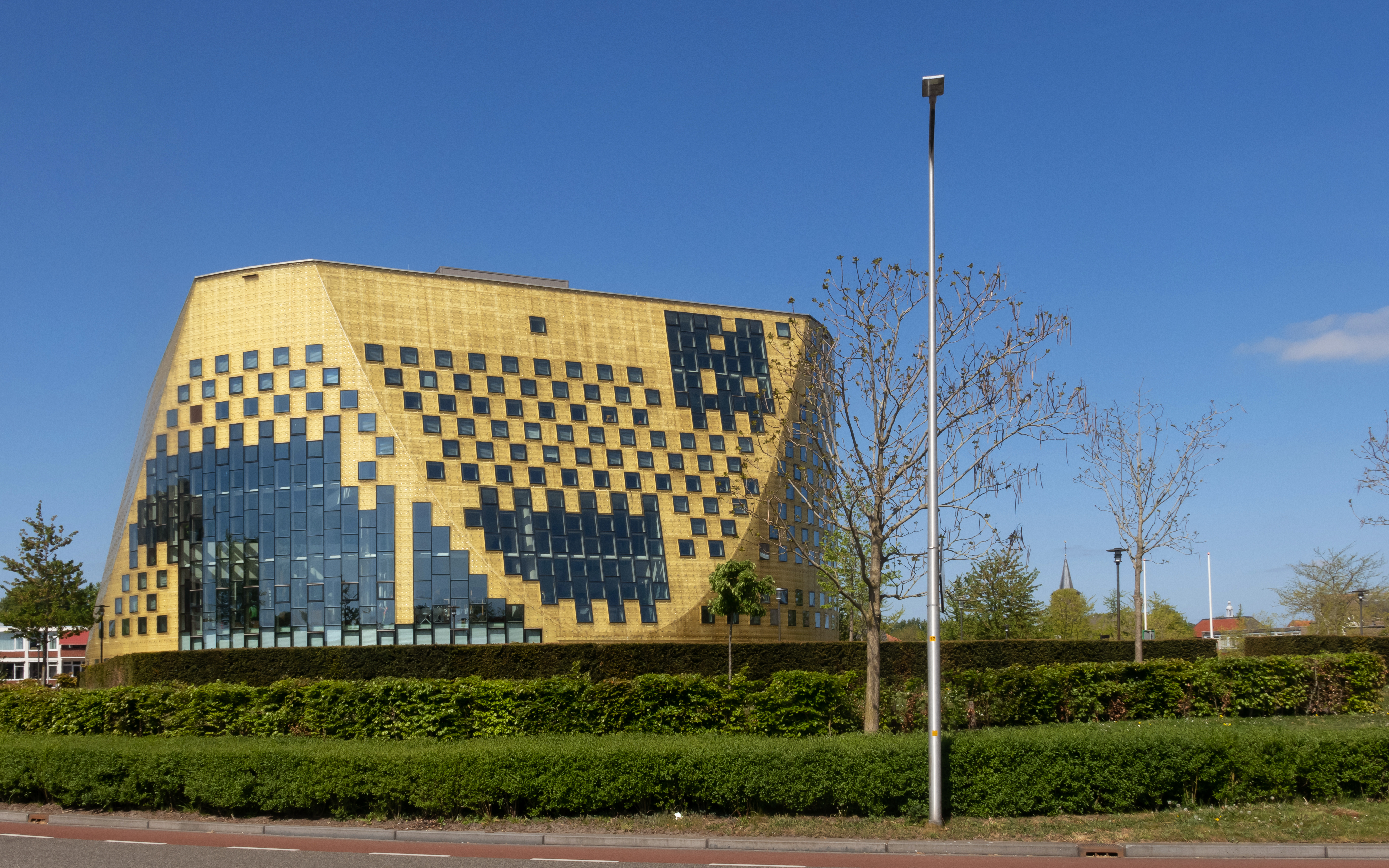
Hardenberg, Rathaus

Hardenberg (anhörenⓘ) ist eine Stadt und eine Gemeinde in der Provinz Overijssel in den Niederlanden. Mit den umliegenden Dörfern hatte die Stadt insgesamt 63.423 Einwohner (Stand 1. Januar 2025).

## Orte
Die größten der über zwanzig Ortschaften dieser Gemeinde sind (Stand: 1. Januar 2024):
| - Hardenberg (20.550 Einwohner) - Dedemsvaart (13.065 Einwohner)* - Balkbrug (4.010 Einwohner)* - Bergentheim (3.570 Einwohner) - Slagharen (3.240 Einwohner) | - Gramsbergen (3.330 Einwohner) - De Krim (2.205 Einwohner) - Lutten (2.060 Einwohner) - Kloosterhaar (1.525 Einwohner) - Sibculo (1.440 Einwohner) |

Der Sitz der Gemeindeverwaltung befindet sich in Hardenberg.

*: Ehemalige Gemeinde Avereest (bis 2001).

## Lage und Wirtschaft
Die Gemeinde liegt im Nordosten der Provinz, an der Vechte, und grenzt unter anderem an die Gemeinden Twenterand und Ommen und an die Grafschaft Bentheim auf deutschem Grundgebiet.
Die Lokaleisenbahn Zwolle – Emmen hält in Hardenberg, Gramsbergen und Mariënberg; hier kann man auf eine andere Lokaleisenbahn umsteigen und damit über Vriezenveen nach Almelo fahren.
Die Kanäle Kanaal Almelo-De Haandrik und Coevorden-Vechtkanaal machen die Gemeinde Hardenberg für die Binnenschifffahrt erreichbar. Verbreitet über die Gemeinde finden sich viele Landwirtschafts- und kleine Industriebetriebe (letztere vor allem in der Stadt Hardenberg, die einen kleinen Binnenhafen hat). Auch der Tourismus ist von Bedeutung.
In Balkbrug befindet sich die Justizvollzugsanstalt Veldzicht für geisteskranke Straftäter.
Hardenberg selbst bietet eine kleine autofreie Fußgängerpassage mit Geschäften. Vis-a-vis dem Marktplatz befindet sich das Hallen- und Freibad. In dem angrenzenden Fluss Vechte kann man ebenfalls schwimmen.
Hardenberg hat noch kleinere Vororte, der größte davon ist „Baalder“ mit eigenen Einkaufsmöglichkeiten.
Ansässige Unternehmen:
- Schoeller Arca Systems
- Attractiepark Slagharen

## Politik
Bei der Kommunalwahl am 16. März 2022 konnten die Christdemokraten der CDA ihre seit mehreren Jahrzehnten anhaltende Siegesserie fortsetzen und die Wahl mit rund 31 Prozent für sich entscheiden.
Der Gemeinderat wird in Hardenberg seit 1982 folgendermaßen gebildet:
| Partei                                 | Sitze | Sitze | Sitze | Sitze | Sitze | Sitze  | Sitze | Sitze | Sitze | Sitze | Sitze |
| Partei                                 | 1982  | 1986  | 1990  | 1994  | 1998  | 2000 a | 2006  | 2010  | 2014  | 2018  | 2022  |
| -------------------------------------- | ----- | ----- | ----- | ----- | ----- | ------ | ----- | ----- | ----- | ----- | ----- |
| CDA                                    | 13    | 12    | 12    | 10    | 10    | 13     | 11    | 11    | 9     | 11    | 11    |
| OpKoers.nu b                           | –     | –     | –     | –     | –     | –      | 1     | 2     | 3     | 5     | 7     |
| ChristenUnie                           | –     | –     | –     | –     | –     | 6      | 6     | 7     | 8     | 6     | 7     |
| VVD                                    | 2     | 2     | 1     | 2     | 2     | 4      | 3     | 3     | 3     | 4     | 3     |
| PvdA                                   | 5     | 6     | 6     | 4     | 5     | 7      | 8     | 5     | 4     | 3     | 2     |
| D66                                    | 0     | –     | –     | 2     | 0     | –      | –     | –     | 2     | 1     | 1     |
| GroenLinks                             | –     | –     | –     | –     | 1     | 1      | 1     | 2     | 1     | 1     | 1     |
| 50PLUS                                 | –     | –     | –     | –     | –     | –      | –     | –     | –     | 2     | 1     |
| SGP                                    | –     | –     | –     | –     | –     | –      | –     | –     | –     | 0     | –     |
| Liberaal Hardenberg                    | –     | –     | –     | –     | –     | –      | –     | 1     | 1     | –     | –     |
| Door Activiteiten Altijd Plezier Samen | –     | –     | –     | –     | –     | 0      | 0     | 0     | –     | –     | –     |
| Onafhankelijke Partij Vechtstreek b    | –     | –     | –     | –     | –     | –      | 1     | –     | –     | –     | –     |
| GPV                                    | 3     | 3     | 4     | 5     | 5     | –      | –     | –     | –     | –     | –     |
| RPF                                    | 0     | –     | –     | –     | –     | –      | –     | –     | –     | –     | –     |
| Gesamt                                 | 23    | 23    | 23    | 23    | 23    | 31     | 31    | 31    | 31    | 33    | 33    |

Anmerkungen

## Geschichte
Die Stadt Hardenberg entstand als Nienstede um eine nach dem Jahr 754 erbaute Kapelle und eine 1089 auf eine kleine Anhöhe entlang der Vechte erbaute Burg Hardenberg.
Im Jahre 1227 fand beim Weiler Ane eine bedeutende Schlacht statt zwischen Truppen des Utrechter Bischofs und Aufständischen, meist einfachen Bauern, unter Führung von Rudolf, dem Grafen von Coevorden, aus Drenthe. Die Truppen des Bischofs, der selber auf dem Schlachtfeld starb, erlitten eine herbe Niederlage. Ein Denkmal erinnert noch an dieses Kriegsereignis.
Hardenberg wurde 1230 ummauert durch Wilbrand von Oldenburg und erhielt vom Utrechter Bischof Johann IV. von Arkel im Jahre 1362 das völlige Stadtrecht. Reste der Mauer sind noch erhalten im Stadtzentrum. Unter anderem durften die Hardenberger jedes Jahr vier Jahrmärkte halten. Die Stadt war ein Umschlagplatz, mit Hafen an der Vechte, für landwirtschaftliche Erzeugnisse, und eine Haltestelle der Strecke Zwolle – Bremen.
Am 8. Mai 1708 wurde Hardenberg durch einen Brand nahezu völlig zerstört; in der Stadt sind daher kaum historische Bauten erhalten geblieben.
Auch Gramsbergen ist offiziell eine Kleinstadt; der Ort, der Verbindungen zur Hanse innehatte, erhielt 1442 das Stadtrecht.
Die Gegend kam zu einer bescheidenen Blüte durch die Gewinnung von Torf. Ein lokaler Herr, der finanziell am Torfabbau interessiert war, Baron van Dedem, ließ 1809 den Kanal Dedemsvaart graben. Unter seiner Leitung fingen Arbeiter und Kleinbauern im 19. Jahrhundert an, die Fehnkolonien Dedemsvaart und Balkbrug zu bauen. Der Kanal war 1853 fertig, ist aber nach dem Zweiten Weltkrieg größtenteils zugeschüttet worden um einer Straße Platz zu machen.
Die jetzige Gemeinde Hardenberg wurde am 1. Mai 1941 durch den Zusammenschluss der bisherigen Gemeinden Ambt Hardenberg und Stad Hardenberg neu gebildet.

## Sehenswürdigkeiten
Südwestlich von der Stadt liegt zwischen Hardenberg und Ommen ein Waldgebiet mit Sanddünen (Beerzer bulten, Holozän) das teils als Freizeitpark „De Oldemeyer“ mit Badesee und angrenzendem Campingplatz gestaltet ist. Das Vechttal ist durchzogen von Fahrradwegen und ein beliebtes Ausflugsziel für Fahrradfreunde und Wanderer, denn der Fernwanderweg Pieterpad durchkreuzt Hardenberg. In der Gemeinde befinden sich einige kleine Landsitze, in deren Parks man wandern darf.
In Dedemsvaart befinden sich die „Tuinen Mien Ruys“, für das Publikum zugängliche Mustergärten der bekannten niederländischen Gartenarchitektin Mien Ruys (seit 2004 unter Denkmalschutz).
In Slagharen befindet sich der große Freizeitpark „Slagharen“, der vor allem für Familien mit Kindern attraktiv ist.
Gramsbergen hat einen malerischen Ortskern mit alten Häusern und Bauernhöfen rund um die Kirche.

## Partnerschaften
Hardenbergs Ortschaft Gramsbergen befindet sich in einer Partnerschaft mit der Samtgemeinde Dahlenburg in Niedersachsen.
Auch die ehemalige Gemeinde Avereest (s. o.) hat eine Partnerschaft zu einer deutschen Gemeinde, Bad Rothenfelde.

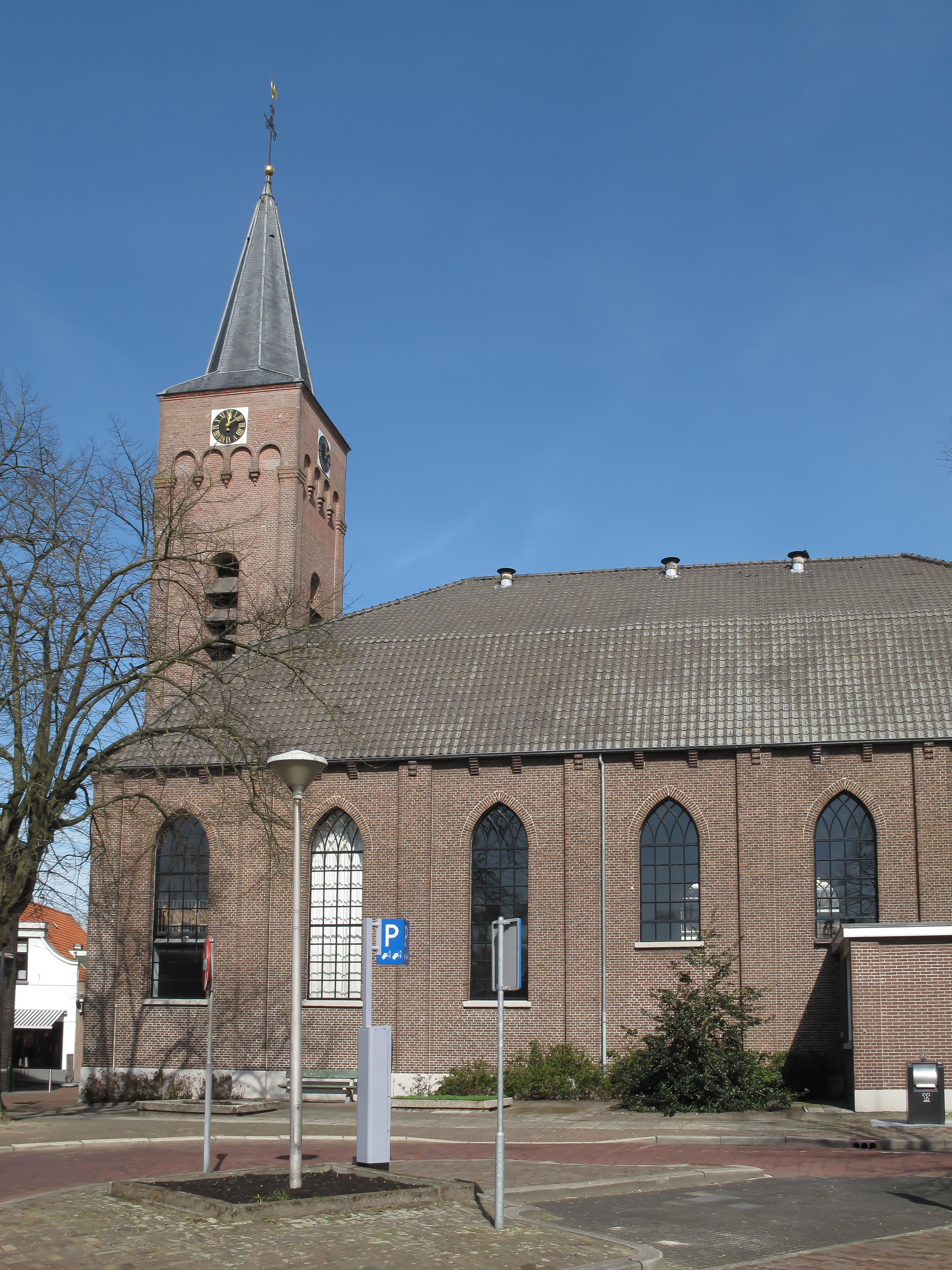
Hardenberg, Kirche: Stephanuskerk
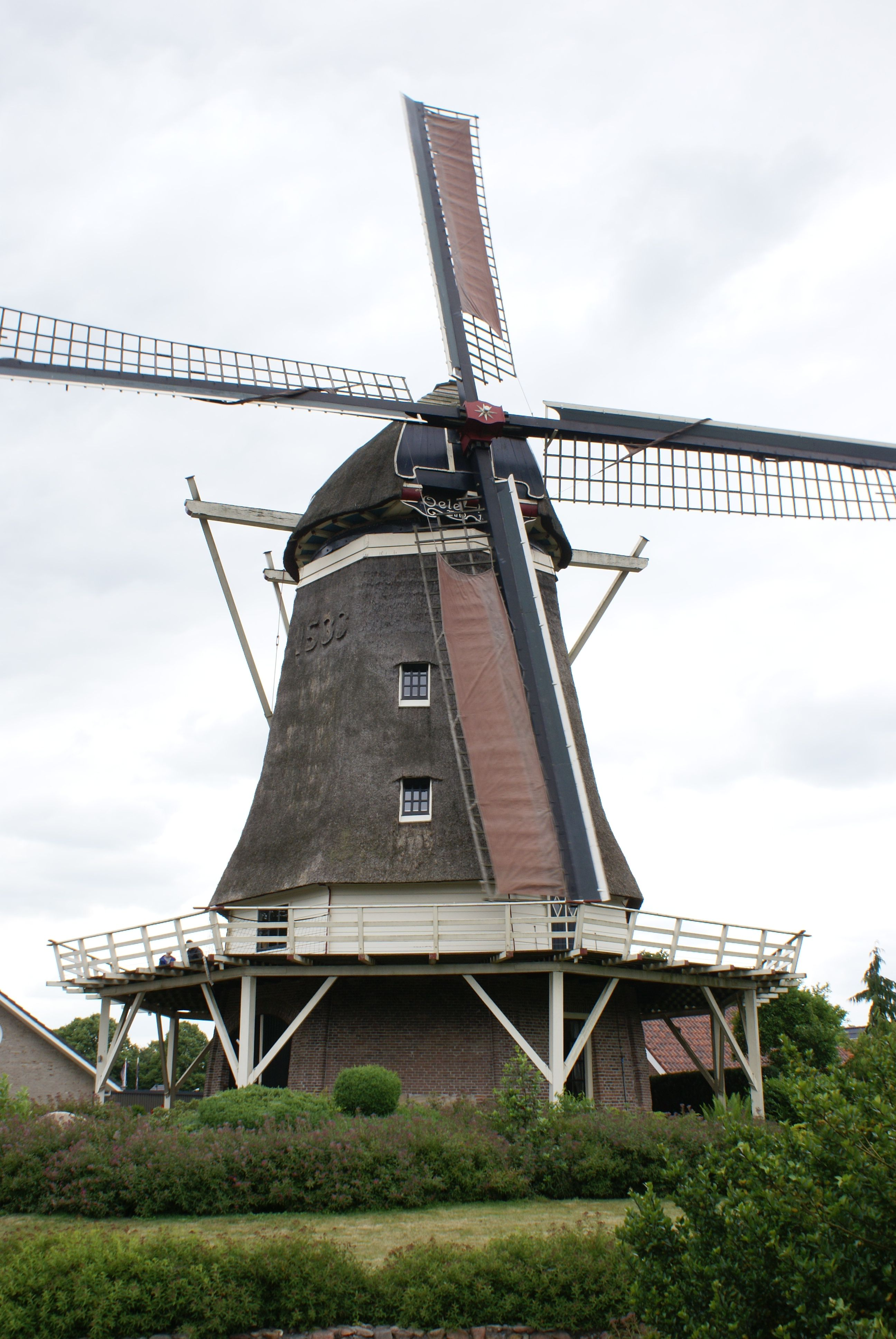
Hardenberg, Mühle: de Oele Mölle
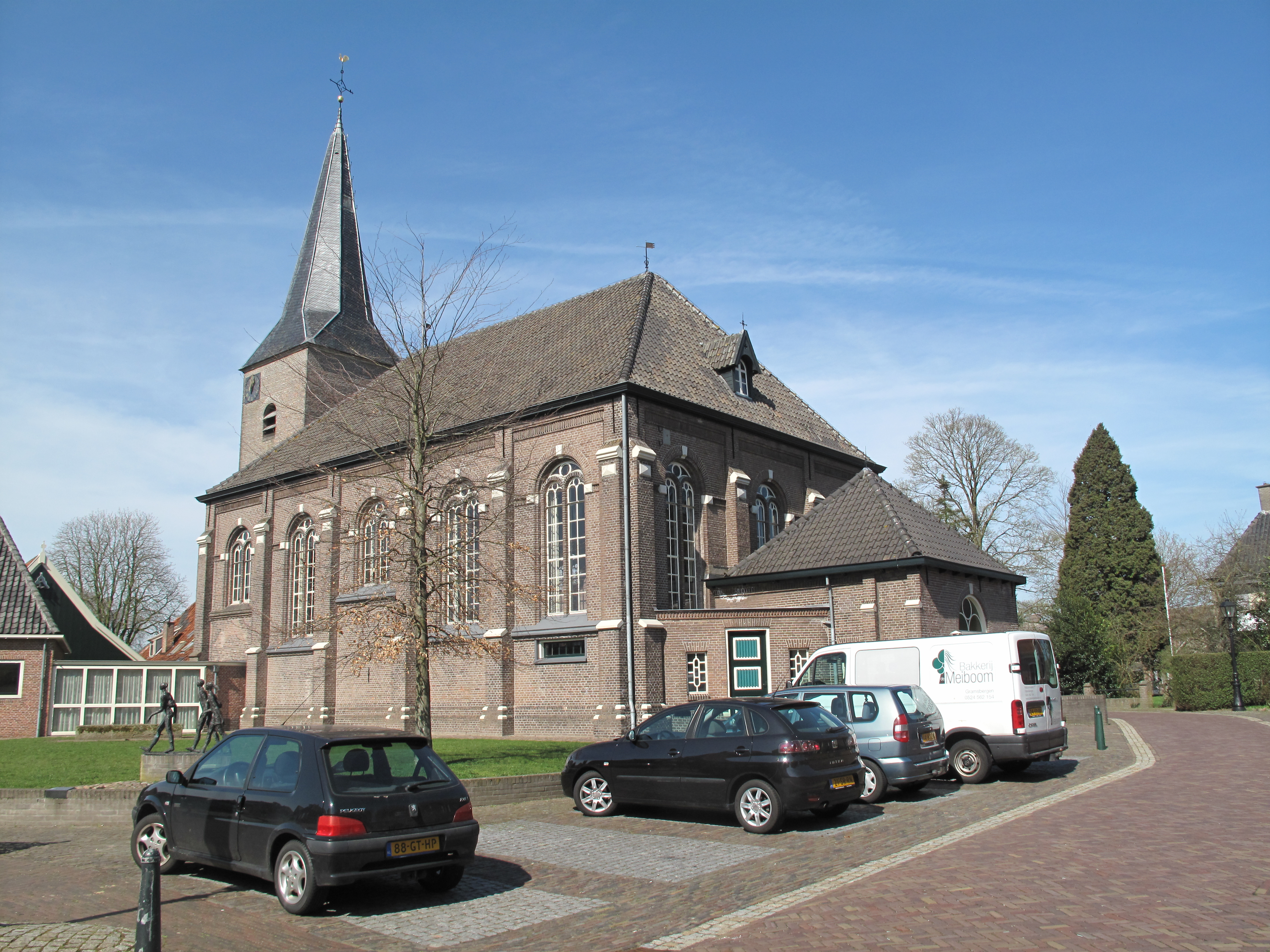
Gramsbergen, Kirche
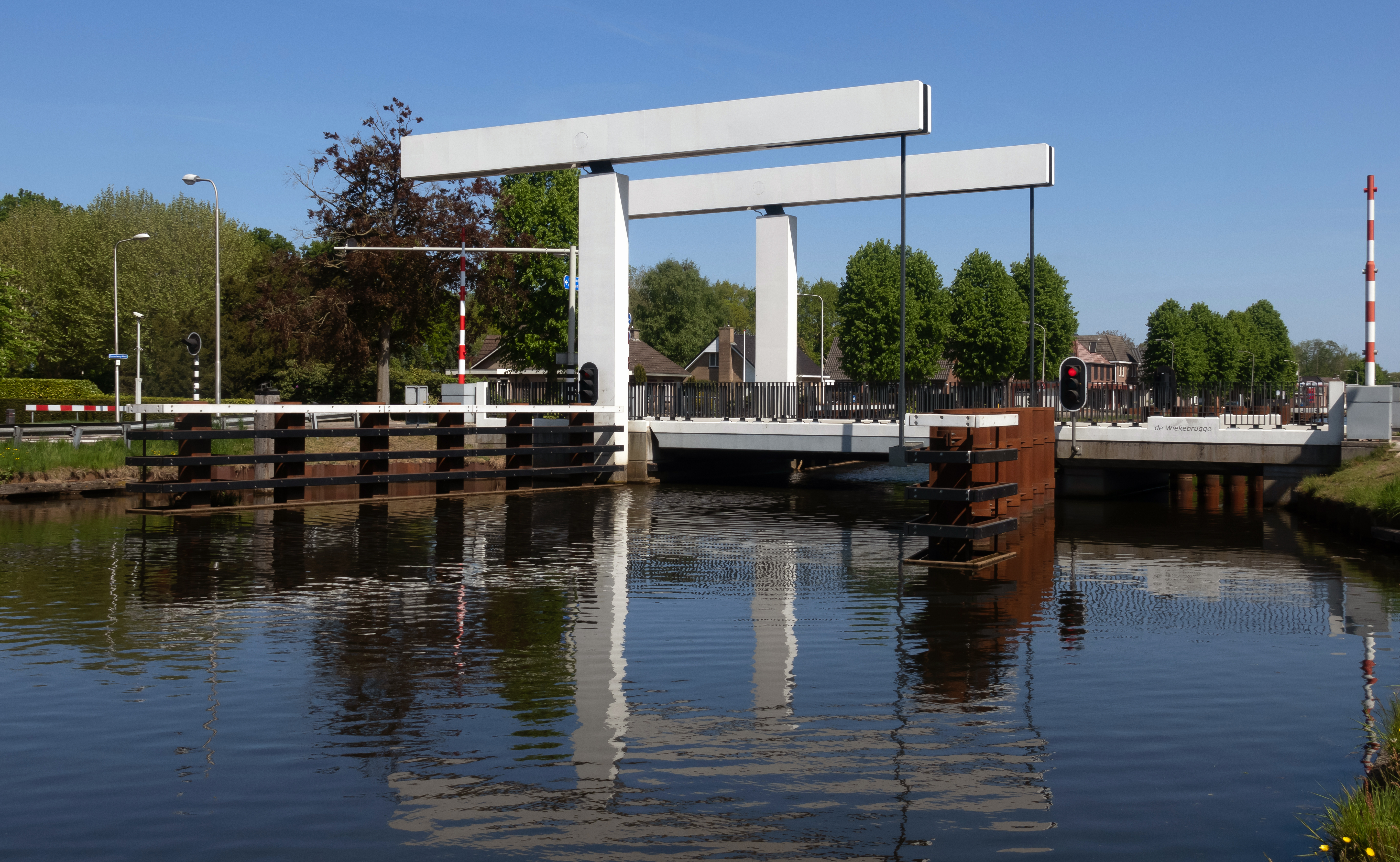
Bergentheim, Brücke: die Wiekebrugge
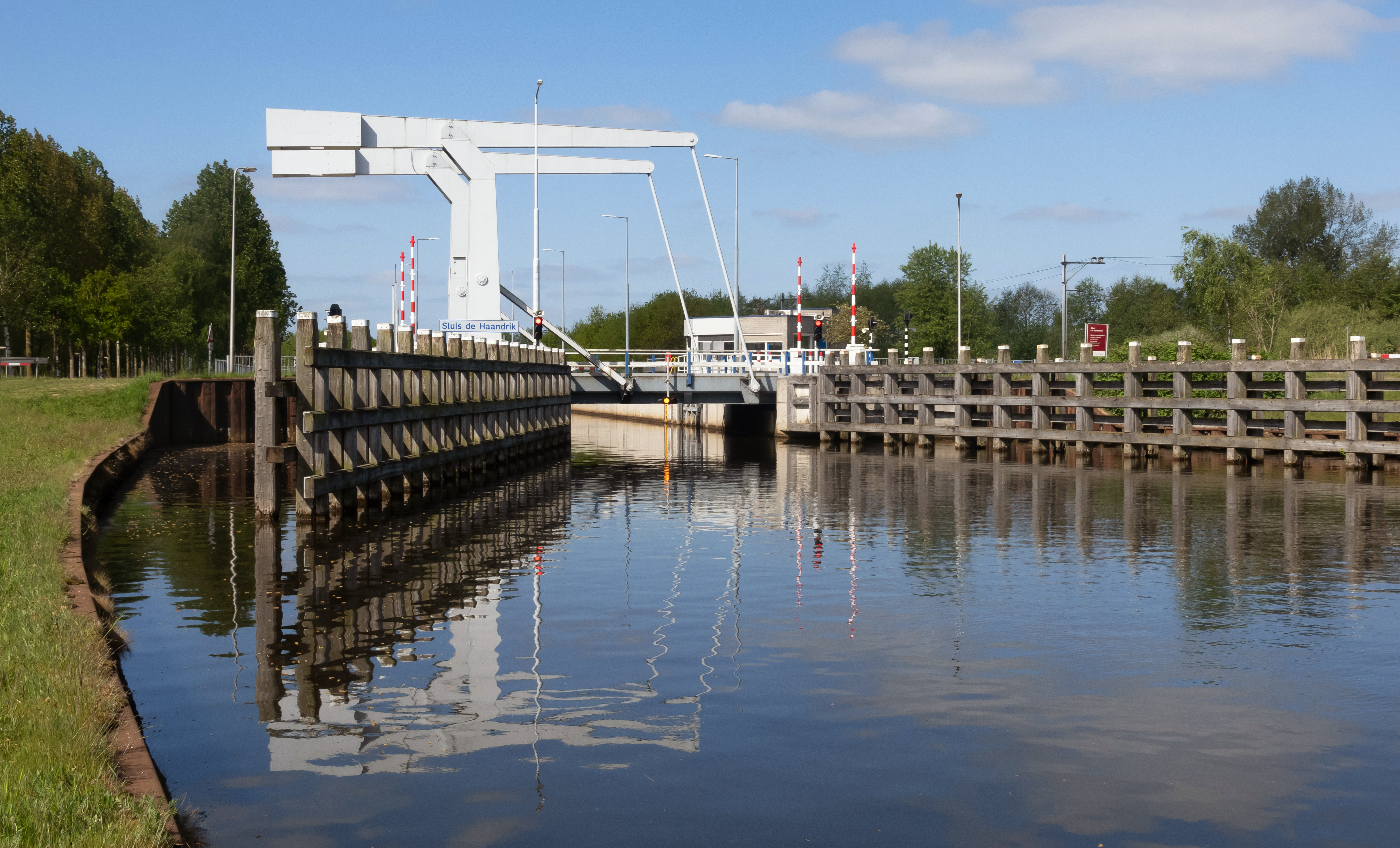
De Haandrik, Schleuse: De Haandrik

## Persönlichkeiten
Söhne und Töchter der Gemeinde

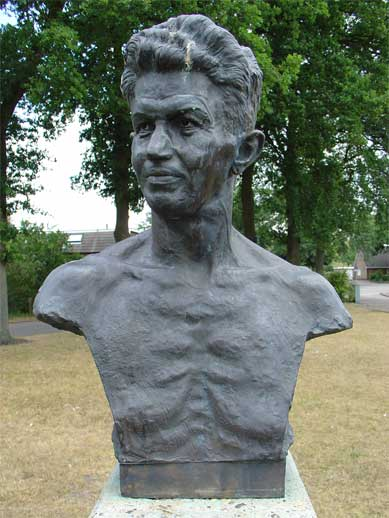
Büste von Frits Slomp in Hardenberg

- Albert Hardenberg (1510–1574), Theologe der Reformationszeit
- Mien Ruys (1904–1999), Gartenarchitektin
- Jan Huisjes (* 1951), Radrennfahrer
- Helen Tanger (* 1978), Ruderin
- Chantal Beltman (* 1976), Radsportlerin
- Albert Timmer (* 1985), Radrennfahrer
- Christian Kist (* 1986), Dartspieler
- Thijs Bouma (* 1992), Fußballspieler
- Kyra Lamberink (* 1996), Radsportlerin

Personen, die in der Gemeinde gewirkt haben
- Frits Slomp (1898–1978), Pastor und Widerstandskämpfer
- Youssouf Hersi (* 1982), Fußballer, in Dedemsvaart aufgewachsen
- Arnoud Nijhuis (* 1989), Paracycler, lebt in Balkbrug